# Krio (jazyk)
Krio (též sierraleonská kreolština) je kreolský jazyk na bázi angličtiny, který je de facto národním jazykem Sierry Leone, kde je sice angličtina úředním jazykem, ale krio se používá jako lingua franca. Jazyk krio je jazykem etnické skupiny zvané Krio, což jsou potomci afrických osvobozených otroků z Ameriky, kteří se usadili ve Freetownu.

## Historie
V roce 1787 založili britští odpůrci otroctví v kolonii Sierra Leone město Freetown (v překladu svobodné město), kam byla přesídlena část osvobozených otroků z Britského impéria (především z Jamajky), ale i ze severní Ameriky (potomci skupiny zvané "Černí loajalisté", kteří bojovali za Spojené království v Americké válce o nezávislost) a v menší míře i z ostatních afrických kolonií. Potomci těchto otroků se začali nazývat Krio (Kreolové), a z jejich pidžinu vycházejícího z angličtiny vznikl právě jazyk krio.

## Charakteristika jazyka
Krio se v mnoha ohledech podobá jamajským kreolským jazykům (např. patoisu), nigerijskému pidžinu a afroamerické angličtině. Silný je i vliv různých afrických domorodých jazyků, především pak jorubštiny, igboštiny a akanštiny, což jsou jazyky kterými se v Sierra Leone nemluví, protože se jimi mluví v oblastech Nigérie a Ghany, což jsou oblasti, ze kterých předci freetownských osvobozených otroků pocházeli. Patrný je ovšem i vliv portugalštiny nebo francouzštiny.

## Postavení jazyka
Kriové žijí především ve Freetownu a okolí, a tvoří okolo 3-6% sierraleonské populace. Právě pro ně je jazyk Krio tradičně rodným jazykem. Tradičně ovšem mají v zemi důležitý vliv, a Krio tak slouží v Sierra Leone jako lingua franca - jazyk ovládá okolo 87% obyvatel, a slouží jako komunikační prostředek mezi různými národy a kmeny zde žijícími. Úředním jazykem Sierry Leone je ale angličtina, i když bylo ve Freetownu založeno několik škol s kriem jakožto vyučujícím jazykem, a v jazyce se vysílají některé programy a běžně ho ve svých projevech používají i někteří politici. Po získání nezávislosti Sierry Leone v roce 1961 se začíná objevovat i literatura v tomto jazyce: spisovatel Thomas Decker sepsal několik básní a do kria přeložil i Shakesperovy hry. Do kria byla mj. přeložena i část Bible.
Menší komunity mluvčích jsou i v ostatních afrických státech: v Gambii, Nigérii, Kamerunu nebo v Rovníkové Guineji.

## Příklady

### Číslovky
| Krio  | Česky |
| wan   | jeden |
| tu    | dva   |
| tri   | tři   |
| fo    | čtyři |
| fayv  | pět   |
| siks  | šest  |
| sɛvin | sedm  |
| et    | osm   |
| nayn  | devět |
| tɛn   | deset |

## Ukázka
| Krio | Anglicky | Česky |
| --- | --- | --- |
| Atikul Wan Ɛvribɔdi bɔn fri ɛn gɛt in yon rayt, nobɔdi nɔ pas in kɔmpin. Wi ɔl ebul fɔ tink ɛn fɛnɔt wetin rayt ɛn rɔŋ. Ɛn pantap dat wi fɔ sabi aw fɔ liv lɛk wan big famili. | Article One All human beings are born free and equal in dignity and rights. They are endowed with reason and conscience and should act towards one another in a spirit of brotherhood. | Článek jedna Všichni lidé rodí se svobodní a sobě rovní co do důstojnosti a práv. Jsou nadáni rozumem a svědomím a mají spolu jednat v duchu bratrství. |